# Dioon angustifolium
Dioon angustifolium Miq., 1848 è una pianta appartenente alla famiglia delle Zamiaceae, endemica del Messico.

## Descrizione
Il fusto può raggiungere i 3 m di altezza. Le foglie, disposte a corona all'apice del fusto, sono di colore verde scuro con foglioline molto strette (da cui il nome angustifolium). Era in passato classificata some sottospecie di Dioon edule.

## Distribuzione e habitat
La pianta cresce nella parte settentrionale della Sierra Madre Orientale, nello stato di Tamaulipas in Messico.
È molto resistente all'aridità e cresce tra le rocce e nelle zone secche delle foreste decidue.

## Conservazione
La IUCN Red List classifica D. angustifolium come specie vulnerabile.